# Brunkom träsk
Brunkom träsk är en sjö i kommunen Raseborg i landskapet Nyland i Finland. Sjön ligger 27,1 meter över havet. Arean är 50 hektar och strandlinjen är 5,22 kilometer lång. Sjön  ingår i Skärgårdshavets kustområde, Åland.   Den ligger omkring 75 km väster om Helsingfors. 